# بافي طيار
جمعة خليل إبراهيم ويشتهر باسم بافي طيار (1957 في القامشلي- 19 يناير 2025) ممثل مسرحي فُكاهي سوري، قدَّم أعماله الفنية باللغة الكُردية، وله شهرة واسعة في كردستان بأسلوبه الشعبي المضحك.
كان ناشطًا في الدفاع عن حقوق الكُرد، قُتل بقصفٍ من الجيش التركي في أثناء مناوبته على سدِّ تشرين، وكان برفقة مجموعة من الأكراد متوجهة إلى السدِّ للدفاع عن حدود سيطرة الإدارة الذاتية لشمال وشرق سوريا من هجوم الجيش الوطني السوري المدعوم من تركيا.

## مسيرته الفنية
بدأ مسيرته الفنية والثقافية في سنة 1989، مقدِّمًا عدة عروض فُكاهية (كوميدية) باللغة الكردية، أكسبته شهرةً واسعة بين الكُرد. ثم أسس فرقة «باف تيار» مع عبد الباسط نيان سنة 2001، وهي فرقة مختصَّة بالمسرح والموسيقا والأفلام الكردية. طوَّرت المجموعة أسلوبًا فنيًا فريدًا، يتمثل في دمج عدة أنماط وتعابير فنية مختلفة. وكانت هذه الفنون تُعنى بإبراز القضايا الاجتماعية وقضايا الشعب الكردي، ويرفع من الروح الوطنية عند الكُرد.
قدَّم العديد من البرامج التلفازية وشارك بتمثيل 6 أفلام قصيرة. وشارك في العديد من العروض المسرحية في مدن مختلفة، على الرغم من ضعف التجهيزات الفنية والتقنية في المناطق الكردية.

## توجهاته السياسية
نشأ جمعة في عائلة مدافعة عن حقوق الكرد، فقد كان شقيقه ضمن حركة المجتمع الديمقراطي، ممَّا أدَّى إلى مقتله. وابنته معتقلة لدى الحكومة التركية، بسبب قضايا تتعلَّق بحقوق الأكراد.
بعد سقوط نظام الأسد في 8 ديسمبر 2024، وسيطرة هيئة تحرير الشام والفصائل المرافقة على الحكم في سوريا، بدأت محاولةُ سيطرة الإدارة الجديدة لسوريا على مناطق الإدارة الذاتية لشمال وشرق سوريا المحكومة من قوات سوريا الديمقراطية (قسد). ممَّا دفع جمعة والعديد من الكُرد لمحاولة الدفاع عن حدود سيطرة قسد، وكان جمعة يبثُّ (فيديوهات) من سدِّ تشرين لرفع معنويات الكرد.

## وفاته
تعرَّض يوم الجمعة 17 يناير 2025 برفقة 30 عنصرًا من قسد في سد تشرين لقصفٍ من الجيش التركي، دعم قوات الجيش الوطني السوري للسيطرة على السد. ممَّا أدى لإصابته ومقتل 5 آخرين، وفي صباح يوم الأحد 19 يناير 2025 توفي جمعة متأثرًا بإصابته. ثم نُقل إلى مدينة القامشلي مسقط رأسه ودُفن فيها.